# TOEFL Essentials
TOEFL Essentials (Test of English as a Foreign Language Essentials)은 에듀케이셔널 테스팅 서비스가 시행하는 영어 시험으로, 영어를 모국어로 하지 않는 수험자의 생활 영어 능력을 평가한다.

## 평가 영역
듣기와 읽기, 쓰기 및 말하기 등 4개 영역으로 이루어진 종합 영어 능력 평가로, 각 영역별 시간과 문항 수는 시험의 적용 형식에 따라 달라질 수 있다.

## 같이 보기
- TOEFL